# Grand-Prix-Saison 1930

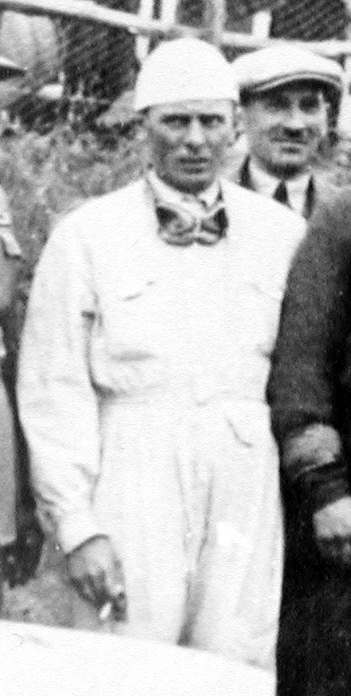
Der erfolgreichste Fahrer der Saison 1930: Achille Varzi.

Für die Grand-Prix-Saison 1930 war vom Automobil-Weltverband AIACR erneut eine Automobil-Weltmeisterschaft ausgeschrieben worden, zu der sieben internationale Grand-Prix-Rennen gewertet werden sollten. Da jedoch mit dem Rennen in Indianapolis, dem Großen Preis von Belgien und Europa in Spa-Francorchamps und dem Großen Preis von Frankreich in Pau nur drei dieser Grandes Épreuves durchgeführt wurden und auch nur für das Rennen in Belgien die Internationale Grand-Prix-Rennformel angewendet wurde, konnte der Weltmeistertitel am Ende zum dritten Mal in Folge nicht vergeben werden. Danach stellte die AIACR die Versuche ein, die Weltmeisterschaft weiterhin am Leben zu erhalten.
Dagegen boten die zahlreichen weiteren, nicht in das abgehobene Regelwerk der AIACR eingezwängten Formula-Libre-Rennen in diesem Jahr ganz besonders spektakulären Motorsport. Dies galt vor allem für Italien, wo das faschistische Regime Autorennen aktiv förderte und auch wieder eine eigene nationale Meisterschaft ausschrieb. Sowohl die Targa Florio, als auch die Rennen von Rom und Monza präsentierten bestechende Teilnehmerfelder. Daneben waren Rennen wie der Große Preis von Monaco, das Masaryk-Rennen in Brünn (Tschechoslowakei) und der Große Preis von San Sebastián in Spanien die Ausdruck der weiter fortschreitenden Internationalisierung des Grand-Prix-Sports.

## Reglement
Trotz des nach wie vor kaum vorhandenen Zuspruchs der Automobilfirmen wurde die Grand-Prix-Rennformel von 1929 nahezu unverändert beibehalten. Bei ansonsten weitgehender Freiheit der Konstruktion durften die Rennwagen auch 1930 nicht mehr als 14 kg Betriebsstoff (Benzin und Öl) je 100 km Renndistanz verbrauchen, wobei im Unterschied zum Vorjahr nun ein Anteil von 30 % Benzol im ansonsten handelsüblichen Sprit zugelassen war. Der minimale Hubraum lag bei 1100 cm³, das Minimalgewicht bei 900 kg. Zweisitzige Fahrzeuge mussten eine Chassisbreite von mindestens 100 cm haben und während der Boxenstopps durften zusammen mit dem Fahrer maximal zwei Mechaniker am Auto arbeiten. Außerdem war für die Rennen eine Mindestdistanz von 600 km vorgegeben.
In der Praxis bleib die Rennformel jedoch erneut völlig irrelevant, da sie weder bei Rennveranstaltern noch bei den Automobilfirmen auf Unterstützung stieß. Zu Recht – wie sich am Beispiel des Großen Preises von Belgien bestätigte, bei dem die Formel in der Saison zum einzigen Mal zur Anwendung kam – wurde angenommen, dass solche Rennen zu unattraktiv wären, um sich auf Dauer durchsetzen zu können.

## Teams und Fahrer
Zwar konnte sich Bugatti mit den Erfolgen von René Dreyfus im Großen Preis von Monaco, Louis Chiron im Belgischen und Philippe Étancelin im Französischen Grand Prix erneut in die Siegerlisten der nominell höchstrangigen Veranstaltungen eintragen, der sportliche Wert vor allem der beiden Grandes Épreuves war allerdings eher begrenzt. Bei Dreyfus und Étancelin handelte es sich zudem bezeichnenderweise um Privatfahrer, die sich bei ihren Erfolgen jeweils gegen die offiziellen Werkswagen durchsetzen konnten. Auch die beiden einzigen ernsthaften Aufeinandertreffen mit den italienischen Teams bei der Targa Florio und zum Premio Reale di Roma gingen für die Mannschaft um Teamkapitän Chiron, „W. Williams“ (Pseudonym für William Grover-Williams), Albert Divo, Guy Bouriat und Caberto Conelli verloren – wenn auch jeweils erst auf an Dramatik kaum zu überbietenden letzten Kilometern. Zwar war der Bugatti Type 35 in seinen diversen Varianten mit 1,5 bis 2,3 Litern Hubraum an Wendigkeit und Standfestigkeit seinen italienischen Kontrahenten immer noch ebenbürtig, geriet aber hinsichtlich Motorleistung und Endgeschwindigkeit nun doch langsam ins Hintertreffen. Dem Werk gelang es jedoch nicht, die Entwicklung des Nachfolgetyps T51 mit dem neuen dohc-Motor vor Saisonende zu beschleunigen und ließ sich nach den beiden Niederlagen auf keine direkte Konfrontation mit den Italienern mehr ein.
Für das meiste Aufsehen hatte zunächst die offizielle Rückkehr von Alfa Romeo in den Grand-Prix-Sport gesorgt. Das Werk stand mittlerweile sehr stark unter staatlichem Einfluss und war von Rüstungsaufträgen des Mussolini-Regimes abhängig, das im Motorsport ein ideales Instrument für Massenunterhaltung und zur Förderung des Nationalgefühls sah. Nach den Erfolgen von 1929 nahm das Team die beiden bislang privat eingesetzten Alfa Romeo P2 von Achille Varzi und Gastone Brilli-Peri nun wieder offiziell unter seine Obhut. Bei dieser Gelegenheit wurden die Wagen gleich auch einer umfassende Modernisierung unterzogen, indem sie auf den Vorbau (Vorderachse und Kühler) des Sportwagenmodells Alfa Romeo 6C umgerüstet wurden. Nach einem anfänglichen Erfolg Varzis in Alessandria und seinem aufsehenerregenden Sieg über Bugatti bei der Targa Florio gerieten die P2 mit dem Erscheinen des neuen Maserati jedoch zunehmend ins Hintertreffen, woran auch die teilweise Auslagerung des Rennbetriebs zur Scuderia Ferrari nichts änderte, die von Enzo Ferrari mit seinen Partnern Alfredo Caniato und Mario Tadini zu Saisonbeginn gegründet worden war.
Bei Maserati hatte man dagegen nach den bislang eher enttäuschenden Ergebnissen der vergangenen Jahre erkannt, dass unter den Gegebenheiten der freien Formel der einfachste Weg zum Erfolg über die Steigerung der Motorengröße ging. Dabei hatte sich zwar der von zwei miteinander gekoppelten Achtzylindern angetriebene Maserati V4, der wegen seines zu großen Gewichts nur auf kurvenarmen Hochgeschwindigkeitspisten zu gebrauchen war, als Sackgasse herausgestellt, aber mit dem 2,5-Liter-Motor des Maserati 26M setzte das Werk dann eine Hubraumspirale in Gang, der die anderen Firmen bald folgen mussten. So geriet die seit 1928 herrschende Ausgewogenheit unter den Fabrikaten immer mehr aus dem Gleichgewicht. Die Folge war, dass hierdurch nun auch das Fahrerkarussell in Schwung kam, weil die Top-Piloten jeweils dem Team zustrebten, das gerade die Oberhand hatte. So dauerte es nach den Siegen der Maserati-Fahrer Luigi Arcangeli und Luigi Fagioli bei den Rennen von Rom und Livorno nicht lange, bis der bei Alfa Romeo zunehmend unzufriedene Varzi – möglicherweise auch wegen der Aufnahme seines Erzrivalen Tazio Nuvolari ins Team – ins Maserati-Lager wechselte. Prompt konnte er die letzten drei Rennen in Pescara, Monza und schließlich auch noch im spanischen San Sebastián für sich entscheiden. Im Gegenzug musste allerdings dort Baconin Borzacchini, der ganz zu Beginn der Saison das schwach besetzte Rennen von Tripolis mit dem Maserati V4 gewonnen hatte, sein Cockpit räumen und nahm daraufhin umgehend den freigewordenen Platz bei Alfa Romeo bzw. Ferrari ein. Auch Varzis Verhalten in Monza, wo er seinem völlig überraschten Teamkollegen Arcangeli den Sieg noch auf den letzten Metern weggeschnappt hatte, trug nicht unbedingt zu einer Verbesserung der Stimmung im Team bei. Dennoch war 1930 für Maserati mit insgesamt sechs Erfolgen die bislang erfolgreichste Saison.
Das dritte italienische Team musste dagegen erneut einen schweren Rückschlag hinnehmen. Nach Gastone Brilli-Peris Unfall im Training gleich zum Saisonauftakt in Tripolis war nach Teamgründer Emilio Materassi nun bereits der zweite Geldgeber der Scuderia Materassi tödlich verunglückt. Rennleiter Scaletti hielt den Rennbetrieb mit Stammfahrer Clemente Biondetti weiter über Wasser, aber das Entwicklungspotential der früheren Grand-Prix-Talbots war nun weitgehend ausgeschöpft.

## Saisonbericht
Die Formula-Libre-Rennen der Saison 1930 überboten beinahe alles, was die Grand-Prix-Welt bis dahin gesehen hatte. Zum Großen Preis von Monaco versammelten sich Teilnehmer aus neun Nationen, unter denen Lokalmatador Louis Chiron auf dem Werks-Bugatti als klarer Favorit galt. Den Sieg holte sich mit René Dreyfus aber ein unabhängiger Bugatti-Fahrer – sehr zum Ärger von Ettore Bugatti, der das stattliche Preisgeld lieber in der eigenen Kasse gesehen hätte. Dreyfus hatte seinen Erfolg nicht zuletzt auch dem Trick zu verdanken, dass er dank eines auf dem Beifahrersitz montierten Zusatztanks im Gegensatz zu den Werksrennwagen ohne Tankstopp durchfahren konnte.
Bei der Targa Florio, wo Bugatti zuletzt fünf Siege in Folge errungen hatte, kehrte Alfa Romeo offiziell in den Grand-Prix-Sport zurück. Achille Varzi, der im Gegensatz zu den erfahrenen Bugatti-Piloten zum ersten Mal auf dem kurvenreichen Kurs auf unbefestigten Straßen durch die sizilianischen Berge antrat, hatte beim Werk die Freigabe seines Alfa Romeo P2 durchgesetzt, der als lupenreiner Grand-Prix-Rennwagen angesichts der Streckenverhältnisse eigentlich als unfahrbar gegolten hatte. Das gesamte Rennen hindurch lieferte er sich mit Bugattis Top-Pilot Chiron einen spektakulären Zweikampf, bei dem sie alle Konkurrenten weit hinter sich ließen. In einem filmreifen Finale musste Varzi eingangs der letzten Runde wegen eines leckgeschlagenen Tanks einen Boxenstopp einlegen, wodurch Chiron der Sieg nun sicher schien. Der Bugatti-Fahrer verlor das Rennen dann aber doch noch, weil er nach der Kollision mit einer Mauer auf der Strecke zwei Räder wechseln musste. So konnte Varzi doch wieder vorbeiziehen, obwohl sein Mechaniker während der Fahrt nun laufend Benzin aus einem Kanister nachfüllen musste und das Auto deswegen kurzzeitig sogar in Flammen gestanden hatte.
Beim anschließenden Premio Reale di Roma auf dem Dreieckskurs Circuito Tre Fontane kam dann gleich noch einmal zu einem dramatischen Aufeinandertreffen der versammelten Grand-Prix-Elite. Nach kurzer Zeit hatte sich eine Führungsgruppe aus vier Fahrern dreier Marken – Luigi Arcangeli auf dem neuen Maserati 26M vor Tazio Nuvolari (Alfa Romeo), Luigi Fagioli (Maserati) und Louis Chiron (Bugatti) – gebildet, die fast das gesamte Rennen hindurch im Abstand von etwa einer Minute beisammen blieb, wobei die Führung zwischen Arcangeli und Nuvolari mehrfach wechselte. Während Nuvolari den Kampf um die Spitze wenige Runden vor Ende wegen eines sich anbahnenden Motorschadens aufgeben musste, konnte sich Chiron in einem weiteren großartigen Finale schließlich eingangs der letzten Runde vor Arcangeli setzen. Der Italiener ließ sich jedoch nicht abschütteln und zog mit dem etwas stärkeren Maserati in der allerletzten Kurve auf der Außenbahn wieder vorbei, um die Ziellinie mit etwa 80 Metern Vorsprung zu überfahren.
Selten wurde der Gegensatz zwischen dem offiziellen Grand-Prix-Sport und der florierenden Formula-Libre-Szene so deutlich, wie beim ersten Grande Épreuve der Saison, dem Großen Preis von Belgien und Europa in Spa-Francorchamps. Unter der offiziellen Verbrauchsformel bestand das halbe Feld aus vergleichsweise zahmen Sport- und Tourenwagen, die neben den drei Grand-Prix-Bugattis von Chiron, Bouriat und Divo – trotz der durch die versiegelten Einheitstanks etwas zerstörten Optik – ein geradezu unwirkliches Bild abgaben. So drehten die Bugatti-Fahrer zunächst lange Zeit unangefochten in gleichmäßiger Fahrt ihre Runden, dabei auf stets auch auf den Treibstoffverbrauch achtend. Dennoch mussten in der Endphase des Rennens nacheinander Chiron und Divo wegen kleinerer Probleme zwei außerplanmäßige Boxenstopps einlegen, wodurch sie Henri Stoffel zurückgeworfen wurden, der mit einem älteren, hochbeinigen, aber für Langstreckenrennen konzipierten Peugeot 174 S die ganze Zeit Anschluss gehalten hatte. Damit kam die von Rennleiter Jean Bugatti vorgegebene Marschroute in Unordnung, denn eigentlich hatte das Team Nummer-1-Pilot Chiron als Sieger des Rennens sehen wollen. Stattdessen konnte sich Stoffel sogar bis auf etwa fünf Sekunden an den führenden Bouriat heranarbeiten, blieb dann aber etwa 10 km vor dem Ziel mit leerem Tank liegen, so dass die Stallregie bei Bugatti nun doch noch greifen konnte. Bouriat musste seinen Wagen aber zur Empörung des Publikums unmittelbar vor der Linie ganze zweieinhalb Minuten lang anhalten und warten, damit sein Teamkapitän das Ziel vor ihm durchqueren konnte.
Anders als der stets besonders prinzipientreue Belgische RACB hatte der Italienische Automobilclub RACI die Zeichen der Zeit rechtzeitig erkannt und sagte seinen offiziellen Grand Prix von Italien zum zweiten Mal seit 1929 wieder ab. Die Veranstaltung bekam stattdessen den Titel Großer Preis von Monza, so dass er nicht mehr an die Vorgaben der Internationalen Grand-Prix-Formel gebunden war. Ergebnis davon war ein erneut respektables Teilnehmerfeld, das nach dem im Vorjahr bewährten Austragungsformat zunächst nach Hubraumklassen getrennte separate Vorläufe zu bestreiten hatte. Da Alfa Romeo auf der schnellen Strecke mit Reifenproblemen zu kämpfen hatte, war das gemeinsame Finalrennen anschließend bald eine klare Angelegenheit für Maserati. Arcangeli, der das Rennen vor Ernesto Maserati die ganze Zeit sicher kontrolliert hatte, rechnete daher nicht mehr mit einem Angriff seiner Stallgefährten, aber der ehrgeizige Varzi, der in der Zwischenzeit zum Team hinzugestoßen war, fing den überraschten und bitter enttäuschten Arcangeli auf den letzten Metern vor dem Ziel doch noch ab. Dies war damit bereits das vierte Rennen des Jahres, das erst in der letzten Runde entschieden wurde, wenn auch unter völlig anderen Umständen.
Auch der Grand Prix de l’ACF hätte eigentlich unter der für alle Grande Épreuves obligatorischen Internationale Grand-Prix-Formel ausgetragen werden sollen. Als sich jedoch drei Monate nach der Ausschreibung immer noch kein Teilnehmer in die Meldelisten eingetragen hatte, blieb dem Automobile Club de France nichts anderes übrig, als nun doch auf ein formelfreies Rennen umzuschwenken. In dem beinahe rein französisch besetzten Feld scheiterte das offizielle Bugatti-Team einmal mehr an sich selbst, weil „Williams“ und Chiron/Bouriat (die sich zusammen ein Auto teilten) im Kampf um den Sieg zu rücksichtslos mit ihrem Material umgingen und nach mehreren Reifenschäden schließlich mit technischen Defekten aufgeben mussten. Philippe Étancelin verdankte den größten Erfolg seiner Karriere dagegen einer sorgfältig vorbereiteten Strategie – um die Reifen zu schonen und Benzin zu sparen hatte er seinen privat eingesetzten Bugatti mit einer besonders langen Übersetzung versehen und konnte so mit entsprechend schonender Fahrweise das Rennen sogar ganz ohne Boxenstopp durchstehen.
Mit dem Masaryk-Rennen auf einem knapp 30 km langen Straßenkurs bei Brünn fand auch in der Tschechoslowakei zum ersten Mal ein international bedeutendes Automobilrennen statt. Erneut war dabei der Rennverlauf kurios: Zu Beginn gab es an der Spitze einen Dreikampf zwischen Rudolf Caracciola mit einem mächtigen Mercedes-Benz SSK vor dem deutschen Bugatti-Fahrer Heinrich-Joachim von Morgen und Tazio Nuvolari auf dem Alfa Romeo P2 des Ferrari-Teams. Alle drei gerieten jedoch nacheinander in Probleme, zuerst Nuvolari mit einem Riss im Kurbelwellengehäuse, dann Caracciola mit überdrehtem Motor, weil sein Wagen von einem vorangegangenen Bergrennen noch mit einer völlig unpassenden Antriebsübersetzung versehen war. Schließlich begann sich auch am einsam an der Spitze verbliebenen Bugatti ein Motorschaden anzubahnen, so dass von Morgen in einer wenig durchdacht ablaufenden Aktion mit seinem weiter zurückliegenden Teampartner Hermann zu Leiningen die Autos tauschte, was für ihn zu einem unnötig großen Zeitverlust führte. Auch Nuvolari setzte das Rennen im zweiten Alfa Romeo seines Freunds und Stallkollegen Baconin Borzacchini fort, doch auch dieses Auto litt an Überhitzungsproblemen und Nuvolari musste nun jede Runde stoppen, um Kühlwasser nachzufüllen. Zu Leiningen lag daher mit dem angeschlagenen Bugatti seines Teamkollegen immer noch weit in Führung, hatte aber keine Aussichten, das Ziel wirklich zu erreichen. Nach seinem Ausfall entschied sich das Rennen einmal mehr in dieser Saison buchstäblich noch auf den letzten Kilometern, weil Nuvolari aus unerfindlichen Gründen vor der letzten Runde auf das nochmalige Auffüllen von Kühlwassers verzichtet hatte. So kam von Morgen schließlich doch noch zum Sieg, obwohl sein Wechsel auf das Auto seines Teamkollegen eigentlich ein schwerer taktischer Fehler gewesen war.

### Grandes Épreuves
|   | Datum  | Rennen                   | Strecke                        | Sieger                       | Statistik |
| - | ------ | ------------------------ | ------------------------------ | ---------------------------- | --------- |
| 1 | 30.05. | Indianapolis 500         | Indianapolis Motor Speedway    | Billy Arnold (Miller)        | Statistik |
| 2 | 20.07. | Großer Preis von Belgien | Circuit de Spa-Francorchamps   | Louis Chiron (Bugatti)       | Statistik |
| 3 | 21.09. | Großer Preis des ACF     | Grand Circuit permanent de Pau | Philippe Étancelin (Bugatti) | Statistik |

### Weitere Rennen
| Datum  | Rennen                       | Strecke                      | Sieger                                                       | Statistik |
| ------ | ---------------------------- | ---------------------------- | ------------------------------------------------------------ | --------- |
| 02.03. | Circuit d’Esterel Plage      | St. Raphael                  | René Dreyfus (Bugatti)                                       |           |
| 23.03. | Gran Premio di Tripoli       | Tripolis                     | Baconin Borzacchini (Maserati)                               |           |
| 06.04. | Großer Preis von Monaco      | Circuit de Monaco            | René Dreyfus (Bugatti)                                       | Statistik |
| 20.04. | Circuito di Alessandria      | Circuito Pietro Bordino      | Achille Varzi (Alfa Romeo)                                   |           |
| 27.04. | Grand Prix d’Oran            | Arcole                       | Jean de Maleplane (Bugatti)                                  |           |
| 04.05. | Targa Florio                 | Medio circuito delle Madonie | Achille Varzi (Alfa Romeo)                                   |           |
| 18.05. | Grand Prix de Picardie       | Péronne                      | Max Fourny (Bugatti)                                         |           |
| 25.05. | Premio Reale di Roma         | Circuito Tre Fontane         | Luigi Arcangeli (Maserati)                                   |           |
| 09.06. | Grand Prix des Frontières    | Circuit de Chimay            | Georges de Marotte (Salmson)                                 |           |
| 15.06. | Grand Prix de Lyon           | Circuit de Quincieux         | Louis Chiron (Bugatti)                                       |           |
| 29.06. | Grand Prix de la Marne       | Circuit de Reims-Gueux       | René Dreyfus (Bugatti)                                       |           |
| 19.07. | Großer Preis von Irland      | Phoenix Park                 | Rudolf Caracciola (Mercedes)                                 |           |
| 20.07. | Eifelrennen                  | Nürburgring                  | Heinrich-Joachim von Morgen (Bugatti)                        |           |
| 20.07. | Grand Prix de Dieppe         | Circuit de Dieppe            | Marcel Lehoux (Bugatti)                                      |           |
| 03.08. | Coppa Ciano                  | Circuito di Montenero        | Luigi Fagioli (Maserati)                                     |           |
| 10.08. | Circuit du Dauphiné          | Grenoble                     | Philippe Étancelin (Bugatti)                                 |           |
| 17.08. | Coppa Acerbo                 | Circuito di Pescara          | Achille Varzi (Maserati)                                     |           |
| 17.08. | Grand Prix du Comminges      | Circuit du Comminges         | François Miquel (Bugatti)                                    |           |
| 07.09. | Gran Premio di Monza         | Autodromo di Monza           | Achille Varzi (Maserati)                                     |           |
| 08.09. | Großer Preis von Lemberg     | Lemberg                      | Henryk Liefeldt (Austro-Daimler)                             |           |
| 04.09. | Masaryk Grand Prix           | Masaryk-Ring                 | Heinrich-Joachim von Morgen / Hermann zu Leiningen (Bugatti) |           |
| 05.10. | Gran Premio de San Sebastián | Circuito Lasarte             | Achille Varzi (Maserati)                                     |           |